# Al-Kafr
Al-Kafr (en arabe : الكفر, également orthographié al-Kefr) est un village du Gouvernorat de Soueïda dans le sud de la Syrie. Il est situé à 8 km au sud-est de as-Suwayda (ou Soueïda). Il est connu pour sa forêt et son bon vin[citation nécessaire] et il a été le site d'un certain nombre de batailles au cours des 19e et 20e siècles. Selon le Bureau central des statistiques syrien, la population comptait 7 458 habitants en 2004.
Al-Kafr des temps modernes a été occupée par les Druzes en provenance d'autres zones du centre de la Syrie Ottomane entre 1857 et 1860, à une époque où les Druzes de cheikh Ismail al-Atrash prenaient progressivement le pouvoir sur la région du Djebel el-Druze face au clan rival des Hamdan. L'installation des Druzes à al-Kafr et dans les villages alentour, à l'instar de Najran, sur les bordures méridionales de la plaine de Lajat, contribua à encercler les tribus bédouines de Sulut qui dominaient précédemment la région. Al-Kafr était l'un des deux villages, avec Qanawat, qui résistèrent à l'offensive des forces de l'ottoman Sami Pacha al-Faruqi pour annihiler la rébellion des Druzes du Hauran conduite par Zuqan al-Atrash, contre le gouvernement. Les cheikhs Druzes finirent par se rendre au gouvernement.
Pendant le Mandat français sur la Syrie et le Liban, al-Kafr fut le siège d'une bataille importante contre les forces françaises. Au cours de cette bataille, les forces du Sultan el-Atrache mirent en déroute les troupes françaises dirigées par le capitaine Normand. La bataille précipita le début de la Grande Révolte Syrienne contre les autorités françaises.